# Sierra de Fontcalent
La sierra de Fontcalent es una alineación montañosa situada al oeste de la ciudad española de Alicante, junto a la pedanía de Fontcalent. Su anchura es de un kilómetro y su longitud de tres. Tiene una altura de 446 metros, por lo que es la mayor altitud del municipio. En la sierra y en su entorno se encuentran diversas cuevas, como la de las Palomas, la de los Escondidos, la del Ocre o la del Humo, esta última con restos de ocupación de hasta tres mil años antes de Cristo.
Debe su nombre a un manantial de agua caliente que brota en la Finca Font Calent.

## Flora
Su vegetación es muy escasa. En la parte superior abunda el palmito, el esparto, el tomillo y el cantueso; en la parte inferior la ortiga y el cardo.